# 8 × 50 mm R Mannlicher

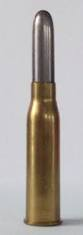
Náboj Mannlicher

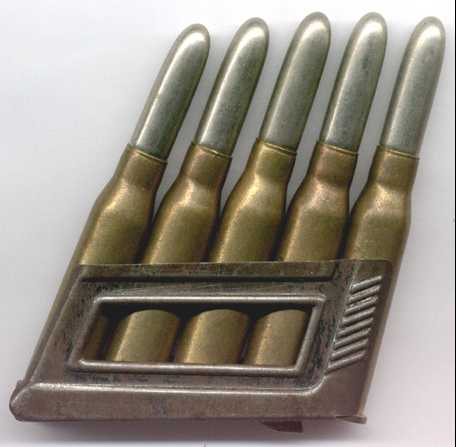
Náboje 8 × 50mmR v rámečku pro Mannlicher M 1890

8 × 50 mm R Mannlicher byl puškový náboj s okrajem lahvovitého tvaru se zaoblenou špičkou zavedený do výzbroje rakousko-uherské armády v roce 1888. Na náboj byla adaptována puška Mannlicher M 1885, která po úpravě z původní ráže 11 mm nesla označení M 1886/90.

## Historie
Původní model 88 s délkou 50,2 mm byl ještě plněn černým prachem. V roce 1890 byl náboj adaptován na model 90, jeho prachovou náplň tvořil slabě dýmavý válečkový střelný prach a nábojnice musela být prodloužena na 52,2 mm. V roce 1892 se začal náboj plnit destičkovým bezdýmým střelným prachem, to umožnilo opětovné zkrácení nábojnice na původní rozměr 50,2 mm a náboj nyní model 93 tak získal svou finální podobu.
Kromě Rakousko- Uherska byl náboj zaveden také v Řecku a Bulharsku. Po první světové válce se 8×50 mm R Mannlicher stal populárním loveckým a sportovním nábojem. Armády, které si po první světové válce ponechaly v té době již zastaralý náboj 93 jej ve 30. letech začaly nahrazovat novějším 8 × 56 mm R.

## Technické parametry
- úsťová rychlost modelu 93: 620 m/s
- energie projektilu: 3,042 J
- hmotnost náboje: 15,8 g